# Sergei Golzwert
Sergei Golzwert (russisch Сергей Гольцверт; * 1969 in Sterlitamak, Baschkortostan) ist ein russischer evangelisch-lutherischer Theologe und seit 2023 Bischof der Evangelisch-Lutherischen Kirche Europäisches Russland (ELKER).
Golzwert stammt aus der autonomen Republik Baschkortostan im östlichen Teil des europäischen Russlands. Von 1999 bis 2000 studierte er Theologie in Omsk und von 2005 bis 2007 im Seminar Nowosaratowka, Oblast Leningrad, bei Sankt Petersburg. Im Jahre 1999 wurde er zum Pastor in seiner ersten Gemeinde in Sterlitamak ordiniert.
Nur wenige Jahre später wurde Sergei Golzwert Propst der Baschkirisch-Orenburgischen Propstei und außerdem Propst der Propstei Nordkaukasus. Seit 2021 war er zudem Propst der Propstei Kaliningrad (deutsch Königsberg), sodass er zuletzt insgesamt drei Propsteien betreute.
Am 14. April 2023 wählte ihn die außerordentliche Synode der Evangelisch-Lutherischen Kirche Europäische Russland in Moskau zum neuen Bischof der Kirche. Die Wahlen waren notwendig geworden, weil der bisherige Bischof Andrei Dschamgarow am 9. Februar 2023 unerwartet gestorben war.
Sergei Golzwert ist verheiratet und hat zwei erwachsene Söhne.

## Verweise
- Gustav-Adolf-Werk: Pressemitteilung vom 19. April 2023
- Neuer Bischof in Russland. In: Die Kirche. Evangelische Wochenzeitung für Berlin, Brandenburg und die schlesische Oberlausitz. Nr. 21, 29. Jahrgang, 21. Mai 2023, Seite 6
- В ЕЛЦ ЕР избран новый епископ Originalmeldung mit korrektem russischen Namen

| Personendaten    | Personendaten                                  |
| ---------------- | ---------------------------------------------- |
| NAME             | Golzwert, Sergei                               |
| ALTERNATIVNAMEN  | Holzwert, Sergei; Гольцверт, Сергей (russisch) |
| KURZBESCHREIBUNG | evangelisch-lutherischer Theologe              |
| GEBURTSDATUM     | 1969                                           |
| GEBURTSORT       | Sterlitamak, Baschkortostan                    |